# Nenad Đurđević
Nenad Đurđević (Kirin Serbia: Ненад Ђурђевић; sinh 14 tháng 7 năm 1987) là một cầu thủ bóng đá Serbia thi đấu ở vị trí tiền đạo cho Radnički Kragujevac. Trong sự nghiệp, anh thay đổi qua nhiều câu lạc bộ Serbia.